# ウィルヘルム山
ウィルヘルム山（ウィルヘルムさん、英語: Mount Wilhelm, ドイツ語: Wilhelmsberg）は、パプアニューギニアで1番高い山である。標高4,509 m。ビスマーク山脈の一部であり、ピークはシンブ州、西部山岳州、マダン州の3つの州の交点にある。山の名前はパプア諸語の現地の言葉であるクマン語でEnduwa Kombugluとして知られている。
ウィルヘルム山は、パプアニューギニアとインドネシアのパプア州とで成り立つニューギニア島にある。それはプンチャック・ジャヤ（4,884 m）やインドネシア側にあるいくつかの他のピークに標高で越される。
いくつかの情報源は、プンチャック・ジャヤがアジアの一部（東南アジア）のインドネシアにあるが故に、ウィルヘルム山（4,509 m）がオセアニア（またはオーストラリア大陸）で1番高い山であると主張する。七大陸最高峰のリストには時折ウィルヘルム山が含まれる。

## 歴史

### 発見
ウィルヘルム山は、1888年にドイツの新聞の特派員のフーゴー・ツェラーがマダンの南東のフィニステール山脈を登山したときに名付けられた。ドイツの宰相のオットー・フォン・ビスマルクに因んでビスマルク山脈と名付け、山脈にある4つの高いピークを彼と彼の子供の名前に因んでオットーベルク、ヘルベルト-ベルク、マリーエンベルク、ウィルヘルム-ベルクと命名した。オットーベルクはツェラーには山脈の最高峰に見えた。しかし、後に標高が3,540 mであることがわかり、遠くにあるウィルヘルムベルクがはるかに高かった。
1938年8月、政府のパトロール警官であるリー・ヴァイアルと2人のパプアニューギニア人が記録に残る最初の登頂をした。そのときヴァイアルによって山が赤道に近いのにもかかわらず、登山しているときに山頂に雪があったことが記録されている。

### 第二次世界大戦の爆撃機の墜落
第二次世界大戦中、1944年5月22日の早い時間に、アメリカ合衆国の"アンダーイクスポーズド"と呼ばれるF-7A（B-24リベレーターの改造機）が低空飛行中に山に墜落した。航空機はラエ近郊のナザブ空軍基地から飛び去った。オランダ領ニューギニアのパダイドリ島（Padaidori Island）を空撮する偵察任務に割り当てられていた。午前4時を回ったころ、飛行機はツインレークの上空約4,000 mのウィルヘルム山に墜落した。乗組員全員が死亡し、飛行機の残骸のほとんどは一番上の湖にあって一部は現在でも見ることができる。全ての遺体は回収されていて、その場所には飛行機の残骸があるのみである。

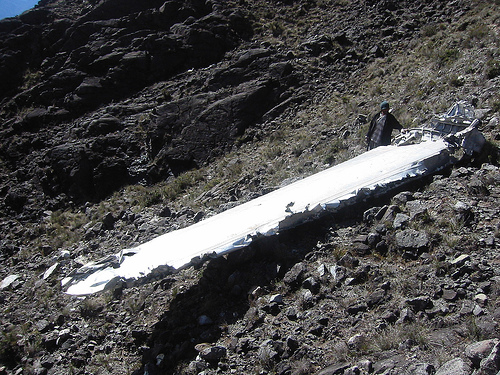
ウィルヘルム山に墜落したアメリカ空軍の飛行機の翼の残骸

### 登山の遭難事故
オーストラリア陸軍軍曹であるクリストファー・ドナン（Christopher Donnan）を含む多数の人々が、登山を試みようとして亡くなった。彼は1971年12月に急斜面から転落して死亡した。彼が最後に見られた場所には事故を記念する刻板がある。1995年8月には、イスラエル人のバックパッカーが足首を捻挫し、グループが登山を続けている間その場に留まり死亡した。彼はその後登山道をさまよい夜明け前の暗闇の渓谷に落ちた。彼の遺体は約1週間後に発見された。2005年7月30日、58歳のボブ・マーティン、彼はパプアニューギニアの観光振興局の役員でニューギニア航空のゼネラルマネージャーであったが、山頂から約30分のクリストファーの刻板の真下でひどい心臓発作を起こし亡くなった。

## 登山ルート
ウィルヘルム山はパプアニューギニアで登山するのに最もアクセスの良い山である。登るには2つのルートがある。特にポピュラーなルートは適度に難しく適性に応じた易しいルートである。シンブ州のクンディアワから続く道路の終端にあるケグルサグル村（Keglsugl）から入山する。西部山岳州のアンブリュア村（Ambullua）からの難易度の高い登山道もある。
ケグルサグルの登山ルートは、熱帯雨林の中を通りその後高山の草原と氷河の谷に沿い、ピウンデ湖（Piunde）とアウンデ湖（Aunde）（男性と女性の名前）へ続く3~5時間かかるルートである。ピウンデ湖には2つの山小屋があり、1つは古いオーストラリア国立大学の監視局の小屋で、もう1つの別の小屋はA字形フレームの小屋である。しかしながら技術的な登山は必要なく、アウンデ湖（ピウンデ湖へ注ぎ込む上部にある湖）を一度過ぎれば、確かな足場が非常に重要になる少なくとも4つのセクションがある。雨天でのいろいろなセクションでは危険な場所ができる。登山者は山頂の岩の多い地形と高度を過小評価すべきでない。頂上に登るには通常夜明け前、深夜0時を過ぎた頃に出発する。上りと後の下りは9~24時間かかる。夜明けに頂上に到着すれば晴天の良いチャンスを与えてくれる。
アンブリュアからの別なルートは、非常に難しく4日間の行程である。両方の登山ともガイド無しでは実行すべきでない。ケグルサグルの若い男は、約50キナの手数料でガイドを請け負う。